# دوگانه‌انگشتان
دوگانه‌انگشتان (نام علمی: Diplodactylidae) نام یک تیره از فروراسته گکووارگان است.

## سرده‌ها
- آمالوسیا	(۴ گونه)
- گکوهای کالدونیای جدید	(۱۲ گونه)
- Correlophus	(۳ گونه)
- گکوهای بی‌پنجه	(۷ گونه)
- گکوی چسب‌انگشتی	(۱ گونه)
- Dierogekko	(۹ گونه)
- گکوهای دم‌گوشتی	(۲۶ گونه)
- گکوهای آفتاب‌پرست	(۴ گونه)
- Hesperoedura 	(۱ گونه)
- Hoplodactylus	(۲ گونه)
- گکوهای زمینی	(۱۱ گونه)
- گکوهای خزه‌ای	(۲ گونه)
- Mokopirirakau	(۴ گونه)
- گکوهای سبز	(۸ گونه)
- Nebulifera 	(۱ گونه)
- گکوی مرمری	(۱ گونه)
- گکوهای مخملی	(۱۹ گونه)
- Paniegekko	(۱ گونه)
- Pseudothecadactylus	(۳ گونه)
- Rhacodactylus	(۴ گونه)
- گکوهای پوزه‌دار	(۶ گونه)
- گکوهای خاردم	(۱۸ گونه)
- Toropuku	(۱ گونه)
- گکوی رنگی‌پوش	(۱ گونه)
- Woodworthia	(۳ گونه)